# Andoni Cedrún
Andoni Cedrún Ibarra (* 5. Juni 1960 in Durango) ist ein ehemaliger spanischer Fußballtorwart. Er verbrachte zwölf Jahre seiner Karriere bei Real Saragossa, wo er 1995 den Europapokal der Pokalsieger gewann.

## Karriere

### Jugend und Anfänge als Profi
Andoni Cedrùn wurde in Durango in der Provinz Vizcaya im Baskenland geboren. Er ist der Sohn von Carmelo Cedrún, der in den 1950er- und 1960er-Jahren als Torwart viele Jahre bei Athletic Bilbao, Espanyol Barcelona und in der spanischen Nationalmannschaft spielte. Andoni Cedrún wurde wie sein Vater in der Jugend von Athletic Bilbao ausgebildet. Ab 1978 kam er in der zweiten Mannschaft von Athletic zum Einsatz, die damals in der drittklassigen Segunda Divisiòn B spielte. Nachdem Vereinslegende und Stammkeeper José Ángel Iribar seine Karriere beendet hatte und in den Trainerstab von Athletic gewechselt war, wurde Cedrún in der ersten Mannschaft eingesetzt. Sein Debüt in der Primera División gab er am 14. Spieltag der Saison 1980/81 beim 2:0-Erfolg über gegen Betis Sevilla. Er absolvierte alle weiteren Saisonspiele für Bilbao und kassierte in 21 Ligapartien insgesamt 24 Gegentreffer. Die Spielzeit beendeten die Basken auf dem neunten Tabellenrang. In der Copa del Rey drang Bilbao 1980/81 bis ins Halbfinale vor, wo man gegen den FC Barcelona ausschied. In der Folgesaison, die Bilbao auf dem vierten Platz beenden konnte, kam er jedoch zu keinem weiteren Einsatz in der Liga, da auch Andoni Zubizarreta den Sprung aus der zweiten Mannschaft von Athletic zum Erstligateam geschafft hatte und in allen Partien zum Einsatz kam. Cedrún spielte nur einmal im Pokal. Seine Reserverolle in der Liga änderte sich auch nicht in Spielzeit 1982/83, in der Bilbao das erste Mal seit 1956 den spanischen Meistertitel erringen konnte. Im Januar 1984 ging Cedrún zum Aufsteiger Cádiz, wo er 15 Partien absolvierte und am Ende mit den Andalusiern abstieg.

### Real Saragossa

#### Stammtorhüter und Pokalsieg
Im Sommer 1984 wechselte Andoni Cedrún zu Real Saragossa, wo er zwölf Jahre bleiben sollte. Er kam gleich am ersten Spieltag der Saison 1984/85 gegen Hércules Alicante zum Einsatz, das Saragossa allerdings mit 0:1 verlor. Das erste Mal zu null spielte Cedrún beim ersten Saisonsieg am fünften Spieltag über seinen Ex-Club Bilbao, das Saragossa mit 1:0 gewinnen konnte. Er entwickelte sich zu einem soliden Rückhalt und verpasste in seiner ersten Saison, die der Club aus Aragonien auf dem zehnten Tabellenplatz beendete, nur eine Partie.
1985/86 war er die unumstrittene Nummer 1 im Tor und verpasste kein einziges Spiel. In der Liga spielte Cedrún zwölfmal zu null und leistete damit seinen Beitrag zum Erreichen des vierten Tabellenplatzes. Noch besser lief es für Saragossa in der Copa del Rey: Nachdem man im Halbfinale Real Madrid besiegt hatte, konnte Cedrún im Finale gegen den FC Barcelona alle gegnerischen Torschüsse abwehren und seiner Mannschaft zum 1:0-Sieg verhelfen. Der Pokalsieg bedeutete außerdem die Teilnahme am Europapokal der Pokalsieger in der nächsten Saison.
Seine erste internationale Partie absolvierte Cedrún am 17. September 1986 gegen die AS Rom, die Saragossa mit 0:2 verlor. Da es im Rückspiel nach 90 und 120 Minuten 2:0 für Saragossa stand, ging es ins Elfmeterschießen. Dort wurde er vor den heimischen Fans zum Helden, als er die beiden Elfmeter von Zbigniew Boniek und Carlo Ancelotti hielt, nachdem Saragossa in Rückstand geraten war. Nach weiteren Siegen über den ACF Wrexham und Vitosha Sofia zog Cedrún mit Saragossa ins Halbfinale des Wettbewerbes ein, wo die Spanier allerdings gegen den späteren Sieger Ajax Amsterdam klar unterlegen waren. In der Primera División 1986/87 gab es einen neuen Spielmodus, bei dem die Teams je nach Platzierung in Gruppen aufgeteilt wurden. Saragossa gelang es mit Platz sechs in der regulären Saison, sich für die beste Gruppe zu qualifizieren, die um die Meisterschaft und die Teilnahme an den internationalen Wettbewerben spielte. Dort verpasst die Mannschaft jedoch trotz knapp den Einzug in den UEFA-Cup, auch weil Cedrún nach 14 zu-null-Spielen und nur 30 Gegentoren in den 34 Spielen der regulären Saison in der Meisterschaftsrunde in jedem Spiel mindestens ein Tor kassierte.

#### Reseverrolle
1987/88 blieb Saragossa etwas hinter den Erwartungen zurück und wurde nur Elfter. Cedrún absolvierte zwar alle Spiele, kassierte dabei aber am 3. Spieltag beim Heimspiel gegen Real Madrid sieben Gegentreffer. Er konnte in dieser Saison nur sieben Mal zu null spielen, halb so oft wie in der vorherigen.
Zur Spielzeit 1988/89 verpflichtete Saragossa den paraguayischen Keeper José Luis Chilavert, dem Cedrún sich fortan unterordnen musste. Er kam zu keinem einzigen Einsatz in der Liga. Da mit Chilavert der fünfte Platz erreicht wurde, mit dem Saragossa sich für den UEFA-Cup qualifizierte, absolvierte Cedrún auch in der Folgesaison nur vier Pflichtspiele. Trotz dessen blieb er dem Verein aus Aragonien treu. Nachdem Chilavert 1990/91 die ersten acht Ligaspiele absolviert hatte, erhielt Cedrún wieder den Vorzug und durfte den Rest der Saison auflaufen. Saragossa geriert jedoch in Abstiegssorgen und musste in der Relegation gegen Real Murcia antreten, konnte dort den Abstieg aber abwenden.

#### Comeback, Konkurrenz und Europapokaltriumph
Unter Saragossas neuem Trainer Víctor Fernández, der seit März 1991 im Amt war, war Cedrún als Stammtorhüter gesetzt. 1991/92 verpasste er kein Spiel, flog allerdings nach zuvor keiner Roten Karte zweimal vom Platz, unter anderem am 33. Spieltag bei der 0:2-Niederlage gegen Real Madrid, wo er den Platzverweis bereits in der 2. Spielminute erhielt und Zweitkeeper Mario García für ihn einspringen musste. Insgesamt zeigte Cedrún gute Leistungen und blieb stolze 16 Partien ohne Gegentreffer, davon vom sechsten bis zum zehnten Spieltag fünf Spiele in Folge. Am Ende der Saison wurde Saragossa Fünfter und schaffte den Einzug in den UEFA-Cup.
Vor der Saison 1992/93 verstärke sich Saragossa mit dem deutschen Weltmeister Andreas Brehme, der fortan die Abwehrreihe vor Cedrún ergänzte. Die Spielzeit in der Liga verlief im Vergleich mit der vorherigen jedoch ernüchternder; Cedrún musste in 34 Partien 46 Mal hinter sich greifen. In der Copa del Rey erreichte Cedrúns Mannschaft jedoch nach Siegen über Sporting Gijón, Real Oviedo und den FC Valencia das Finale. Dort unterlag man Real Madrid mit 0:2, das Erreichen des Pokalfinales kann dennoch als Beginn einer erfolgreichen Epoche gewertet werden:
1993/94 stürmte das Team von Trainer Fernández auf den 3. Platz der Liga und ließ dabei unter anderem Pokalsieger Real Madrid hinter sich. Cedrún sah sich in dieser Saison dem Wettbewerb mit dem aufstrebenden, neu verpflichteten und mehr als zehn Jahre jüngeren Juanmi ausgesetzt, der von Real Madrid verpflichtet worden war und musste zwischen dem 5. und dem 17. Spieltag auf der Bank Platz nehmen, nachdem Saragossa gegen den FC Barcelona vier Gegentore eingeschenkt bekommen hatte. In der zweiten Saisonhälfte verpasste Cedrún jedoch nur eine Partie. Auch im Pokal war er ab dem Achtelfinale gesetzt und zog mit seiner Mannschaft ins Finale ein. Dort stand es gegen Celta Vigo nach Verlängerung immer noch 0:0. Nachdem im Elfmeterschießen die ersten vier Schützen beider Teams getroffen hatten, hielt Cedrún den mittig geschossenen, fünften Elfmeter von Celtas Alejo. Da Francisco Higuera den entscheidenden Elfmeter sicher verwandelte, gewann Saragossa zum vierten Mal den spanischen Pokal und qualifizierte sich für den Europapokal der Pokalsieger.
In der Saison 1994/95 wurde Saragossa nur Siebter, wobei Cedrún die ersten 24 Saisonspiele absolvierte und dann nach einem Platzverweis gegen den FC Barcelona durch Juanmi ersetzt wurde. Er kehrte für vier Ligaspiele zwischen dem 32. und dem 35. Spieltag zurück, wurde dann gegen Compostela aber erneut des Feldes verwiesen. Im Pokal schied Saragossa im Achtelfinale gegen Albacete Balompié aus. 1994/95 wurde trotzdem zur erfolgreichsten Spielzeit Saragossas seit dem Gewinn des Messestädte-Pokals 1964: Die Mannschaft stand dort unter anderem nach Siegen über Feyenoord Rotterdam und den FC Chelsea im Finale. Cedrún absolvierte bis dahin vier Recopa-Partien, zuletzt bei der 1:0-Viertelfinalhinspielniederlage gegen Feyenoord. Trotzdem stand er im Endspiel gegen den FC Arsenal in der Startelf. In einem relativ ausgeglichenen Spiel im Pariser Parc de Princes konnte Cedrún alle Chancen von Arsenal vereiteln, ehe er in der 75. Minute von John Hartson zum 1:1-Ausgleich überwunden wurde. Da Nayim in der Verlängerung aus rund 40 Metern das 2:1 für die Spanier schoss, gewann Saragossa erstmals den Europapokal der Pokalsieger. Andoni Cedrún war zu diesem Zeitpunkt 34 Jahre alt. Das Europapokalfinale stelle sein vorletztes Pflichtspiel für Saragossa dar, danach spielte er nur noch im UEFA-Supercup gegen Ajax Amsterdam, wo er vom Platz flog und Saragossa 0:4 verlor.

### Karriereausklang bei CD Logroñés
1996 ging er noch für ein Jahr zu CD Logroñés und kam dort in 14 Ligaspielen und viermal im Pokal zum Einsatz. Sein letztes Spiel absolvierte Cedrún am 19. Januar 1997 gegen Racing Santander, das Logroñés mit 1:2 verlor.
Cedrún kommt auf 351 Erstligapartien, davon 301 für Real Saragossa.

### Nationalmannschaft
Für die A-Nationalmannschaft von Spanien spielte Cedrún nie. Er kam insgesamt zweimal in Juniorennationalmannschaften zum Einsatz, einmal für die U20 gegen die Niederlande und einmal für die U21 gegen Deutschland.

### Erfolge
- Europapokal der Pokalsieger: 1994/95

- Spanische Meisterschaft: 1982/83

- Spanischer Pokal: 1985/86, 1993/94